# トリプルX:再起動
『トリプルX：再起動』（トリプルエックス さいきどう、原題: xXx: Return of Xander Cage）は、2017年のアメリカのスパイアクション映画。『xXx〈トリプルX〉』シリーズの3作目である。ヴィン・ディーゼル主演。

## ストーリー
宇宙に散在するすべての人工衛星を遠隔操作し、地球上のあらゆる場所に落下させることができる最悪の凶器であるコントローラー「パンドラの箱」が正体不明のグループの手によっていとも簡単にCIA本部の会議の場から奪われた。
何の手掛かりもないまるでゴースト（幽霊）のようなそのチームに対抗できるのは、かつてNSAのギボンズ（サミュエル・L・ジャクソン）のもとで任務を果たし、すでに死んだことになっているあの男しかいない。CIAのマルケ（トニ・コレット）は伝説のトリプルXことザンダー・ケイジ（ヴィン・ディーゼル）を強引に復職させる。
ザンダーはマルケの用意した米軍特殊部隊を非礼な方法で拒否したのち、自らの仲間であるアデル（ルビー・ローズ）、ニックス（ クリス・ウー）、テニソン （ロリー・マッキャン）を呼び寄せた。まず、ロンドンに古い友人である天才ハッカーのエインズレー（ハーマイオニー・コーフィールド）を尋ね、彼等の居場所がフィリピンのある島だと突きとめ、謎の男ジャン （ドニー・イェン）が率いるセレーナ（ディーピカー・パードゥコーン）、タロン （トニー・ジャー）、ホーク （マイケル・ビスピン）らのゴーストから「パンドラの箱」を奪還すべく島に乗り込んでゆく。しかし、最終兵器を狙うのはザンダー達だけではなかった。

## キャスト
ザンダー・ケイジ / xXx〈トリプルX〉
演 - ヴィン・ディーゼル、日本語吹替 - 西凜太朗
主人公。2作目で死んだと言われていたが生き延びて身を隠していた模様。Xゲームの腕前は今も健在。ドミニカに隠れていたが、マルケにより再びトリプルXとして召集される。
ジャン
演 - ドニー・イェン、日本語吹替 - 大塚芳忠
チームゴーストのリーダー。ビルからビルへのダイブや複数相手の格闘など凄まじい身体能力を持つ男。実はトリプルXの新チームで、ザンダーを誤解してパンドラの箱を巡って対立する。
セレーナ・アンガー
演 - ディーピカー・パードゥコーン、日本語吹替 - 清水理沙
チームゴースト。柔軟性の高い身体能力を持つオールラウンダー戦闘員。実はザンダーが知らないトリプルXの新チームで、ギボンズの仲間。
ニックス
演 - クリス・ウー、日本語吹替 - 越村友一
チームトリプルX。愉快な性格で一晩でレディー・ガガやテイラー・スウィフトとデートしたこともあるツルむと楽しいDJ。主に潜入による情報収集やDJ能力で場の盛り上げによる撹乱等が主な仕事。
アデル・ウルフ
演 - ルビー・ローズ、日本語吹替 - 東内マリ子
チームトリプルX。アフリカの自然保護地区で動物を護る凄腕のスナイパー。上から目線の奴には不遜な態度で口が悪い。
タロン
演 - トニー・ジャー、日本語吹替 - 浪川大輔
チームゴースト。並外れた身体能力を駆使する戦闘員。銃弾を軽くかわし、走るバイクからライダーを蹴落としてバイクを奪うなどアクロバティック担当。
ベッキー・クリアリッジ
演 - ニーナ・ドブレフ、日本語吹替 - 木下紗華
NSAの武器スペシャリスト。少々オタク気質でテンションがあがるとおしゃべりになる。ザンダーの昔からのファンでもある。
テニソン・トーチ
演 - ロリー・マッキャン、日本語吹替 - 山野井仁
チームトリプルX。チームのドライバー。本職はカースタントドライバーだが、車で突っ込みクラッシュさせてはSNSに投稿をするのが趣味。
ジェーン・マルケ
演 - トニ・コレット、日本語吹替 - 深見梨加
CIA幹部。パンドラの箱の回収の為にザンダーを再びトリプルXとして召集する。
オーガスタス・ギボンズ
演 - サミュエル・L・ジャクソン、日本語吹替 - 玄田哲章
NSA工作員。トリプルXプログラムの創始者。中華料理店でネイマールをスカウト中にパンドラの箱で衛星を店に落とされて命を狙われるが、ザンダーのように死んだと見せ掛ける。
エインズレー
演 - ハーマイオニー・コーフィールド
かつて逮捕された天才ハッカーで情報収集を専門にしていた。長らく国際機関の監視下におり、GPSを付けられている。ザンダーからの依頼によりチームゴーストを見つけ出す。
ポール・ドノヴァン
演 - トニー・コンザレス
アメリカ軍特殊部隊隊長。大統領に勲章をもらうほどの凄腕だが、ザンダーをバカにした為飛行機からあっという間に放り出された。
ホーク
演 - マイケル・ビスピン、日本語吹替 - 橘潤二
チームゴースト。格闘のスペシャリスト。
CIA長官
演 - アル・サピエンザ、日本語吹替 - 北島善紀
ダリアス・ストーン
演 - アイス・キューブ、日本語吹替 - 落合弘治
2005年のトリプルX。「9」の番号が押されるのを11年待っていた男。終盤のチームトリプルXの危機にザンダーのかつての愛車と共に駆け付ける。
ネイマールJr.
演 - 本人、日本語吹替 - 浪川大輔
ギボンズのスカウトをアベンジャーズの勧誘と勘違いしたプロサッカー選手。
その他の日本語吹き替え - 俊藤光利/松井暁波/齋藤寛仁/影平隆一/こばたけまさふみ/櫻庭有紗/岡井カツノリ/谷内健/村井雄治/小若和郁那
日本語版制作スタッフ - 演出：宇出喜美/翻訳：大岩剛/制作：東北新社

## 製作
本作のプロデューサーも兼ねた主演のヴィン・ディーゼルは、1作目『トリプルX』（2002）から15年後のフランチャイズ復帰についてこう話した。「僕は自分自身の為にもう一度、笑ってニコニコでき、本当に楽しめるキャラクターを演じる必要があると感じたんだ」また彼の息子が1作目をとても楽しみ愛していることも大きかったという。「今、世界はただ楽しむことのできる映画を必要としていると思った。そしてさらにグローバルなキャストを揃える時が来たともね」
言葉通り、オーストラリア、カナダ、イギリスを含め、ドニー・イェン（香港）、 ディーピカー・パードゥコーン（インド）、トニー・ジャー （タイ）、 クリス・ウー（カナダ系中国人）などを主要キャストに迎え、また、現役UFC選手のマイケル・ビスピンやサッカー界のスーパースターであるブラジル代表、ネイマールも出演している。
今作品のほとんどはカナダ・トロントで撮影され、一部をドミニカ共和国で行った。劇場で販売されたパンフレットによると、かつてドミニカ共和国大統領から映画産業誘致とインフラを構築する方法を尋ねられたヴィンは、自分の父が映画製作者になるための教鞭をニューヨークでとっていたことから大統領に父を紹介し、やがてドミニカに人材育成のための学校が設立された。今作では多くの学校出身者がスタッフとして働いたが、そのことについてアデル役のルビー・ローズは「ヴィンの働きがなければ映画産業で働く機会を持てなかったかもしれないスタッフたちとアートを作っていると言う感覚は、本当に美しいと思った」と感想を述べている。
最も困難だったアクションとして、D・J・カルーソー監督は海上バイクのシーンをあげた。これはオーストラリア人スタントバイカーのロビー・マディソンがバイクを開発しアクションをデザインした。一方、格闘シーンのファイトコーディネーターは、『ジョン・ウィック』で初監督を務めたスタントコーディネーター、 チャド・スタエルスキーのスタントチームの一員である、ジョン・バレラが担当。アクション総監修はボビー・ブラウン。
カルーソー監督は、ドニー・イェンとトニー・ジャーという2人のアクション俳優と仕事をしたことについて「フィルムメーカーとして素晴らしい勉強になった」と話し、ドニー・イェンの動きが早すぎるため、時にはスピードを遅らせることもあったという。
そのアクションについてドニー・イェンは「アクションクルーは僕の映画、『導火線 FLASH POINT』を参考資料にしていた。撮影では僕の意見を聞いてアイディアを取り入れてくれたんだ」とノンクレジットながら自身のシーンの立ち回りを考案したことを語っている。